# 見知らぬ国のトリッパー/ラブリードリーム
『見知らぬ国のトリッパー/ラブリードリーム』（みしらぬくにのトリッパー、ラブリードリーム、英名：Tripper In A Strange Land and Lovely Dream）は1984年8月5日にビクター音楽産業リリースされた岡本舞子のシングル。KV-3057。

## 解説
日本テレビ系テレビアニメ『魔法の妖精ペルシャ』の前期主題歌（第1話から第31話まで）。岡本にとって初のシングルであるがプレデビューの扱いであり、レコーディング時は中学2年の弱冠13歳だった。デビュー曲は翌年4月にリリースされた『愛って林檎ですか』とされている。

### 見知らぬ国のトリッパー
同番組のオープニングテーマでアニメーションは江村豊秋が担当した。

### ラブリードリーム
同番組のエンディングテーマでアニメーションは古瀬登が担当した。

## 収録曲
- 両楽曲共に、作詞：佐藤純子／作曲・編曲：馬飼野康二

1. 見知らぬ国のトリッパー（4分49秒）
2. ラブリードリーム（3分29秒）

## 収録アルバム
- 魔法の妖精ペルシャ 音楽篇（両曲とも、1984年10月5日）
- アニメージュ 魔法少女コレクション（両曲とも、2013年8月7日）

## カバー
見知らぬ国のトリッパー
- 山野さと子（日本コロムビア版カバー。1984年9月発売『なりきりカセット 魔法の妖精ペルシャ』（規格品番：BAD-10）収録）
- 小西チカ（キングレコード版カバー。1985年2月21日発売『最新アニメ主題歌全曲集』（規格品番：K20H-4258）収録）
- 柿崎真紀（1985年に収録した音源が、2007年デジタル配信された「Anime Covers Collection(アニメカバー) Vol.2 ―美少女アニメ編―」収録）
- hiromi（1997年8月15日発売『魔女っ娘でポン』収録）
- 広橋涼（2008年1月23日発売『百歌声爛 ～女性声優編～ II』収録）
- 磯山さやか（2009年10月7日発売『キラキラ♡魔女ッ娘♡CLUV』収録）